# Wesley Pacheco Gomes
Wesley Pacheco Gomes (Sertãozinho, 24 aprile 1990) è un calciatore brasiliano, attaccante del XV de Jaú.

## Caratteristiche tecniche
È un'ala destra.

## Carriera
Il 10 maggio 2015 ha esordito in Série A disputando con il Goiás l'incontro pareggiato 0-0 contro il Vasco da Gama.